# ف. م. سخن
فرهاد مشرق‌زمینی با نام مستعار ف. م. سخن متولد ۲۴ خرداد ۱۳۳۸ در تهران، نویسنده، مترجم و طنزپرداز ایرانی‌ست که از سال ۱۳۶۶ با نام مستعار «ف.م. سخن» مقالات و نوشته‌های طنز و جدی خود را در زمینه‌های سیاسی و اجتماعی  منتشر می‌کند.
او همچنین از سال ۱۳۹۲ در تلویزیون ایران فردا نویسندگی برنامه طنز هفتگی «دنیا از نگاه ف.م. سخن» را بر عهده دارد.

## زندگی حرفه‌ای
تا پیش از پاییز ۱۳۹۶ از مشخصات حقیقی ف.م. سخن اطلاعات چندانی در دست نبود. او که از سال ۱۳۵۷ با اسامی مختلف و گاه بدون ذکر نام در نشریات مخالف جمهوری اسلامی می‌نوشت، از سال ۱۳۶۶ با نام مستعار ف.م. سخن به انتشار مقالات و نوشته‌هایش پرداخت و از سال ۱۳۸۱ پس از رونق گرفتن آنلاین‌نویسی، نوشته‌های خود را در خبرنامه گویا منتشر کرد.
در سال ۱۳۹۶ سخن با انتشار یادداشتی اعلام کرد که هویت واقعی‌اش توسط وزارت اطلاعات جمهوری اسلامی ایران شناسایی شده. پس از آن ضمن افشای نام واقعیش، به انتشار عکسها و خاطراتش در فضای مجازی مبادرت کرد.
سخن علاوه بر انتشار نوشته‌هایش در وبسایت شخصی که از سال ۱۳۸۳ به روز می‌شود، در سایتهای مختلفی از جمله خبرنامه گویا، وبلاگ گویا و سایت خودنویس مطالبش را منتشر می‌کند.
از سال ۱۳۹۲ ف.م. سخن برنامه‌ای در تلویزیون ایران فردا دارد که طنزهای هفتگی او را با نام دنیا از نگاه ف.م. سخن پخش می‌کند.
وی همچنین مؤسس و مدیر کتابفروشی لیترر در شهر هامبورگ بود.
سخن هم‌اکنون در آلمان زندگی می‌کند و به نوشتن مطالب انتقادی و طنزآمیز خود ادامه می‌دهد.

## جنجال هفته‌نامه تمدن هرمزگان
در تاریخ ۱۲ آذر ۱۳۸۴ ف.م. سخن مقاله طنزآمیزی را با عنوان مبارزه با ایدز را علنی کنیم، چگونه در مقابل ایدزِ حکومتی مصون شویم؟ ابتدا در تارنمای شخصی و پس از آن در خبرنامه گویا منتشر کرد.
اوایل بهمن همان سال، الهام افروتن که از خبرنگاران هفته‌نامه تمدن هرمزگان بود، بدون نام بردن از نویسنده دست به بازنشر این نوشته زد. به دنبال چاپ این مطلب، و پس از راهپیمایی و اعتراض سراسری در شهرهای مختلف استان هرمزگان، هفته‌نامه تمدن هرمزگان تعطیل شد و الهام افروتن به همراه چند نفر دیگر از گردانندگان این نشریه بازداشت و به تبلیغ علیه نظام جمهوری اسلامی و توهین به بنیانگذار و مسئولان آن و همچنین ترویج مطالب خلاف عفت عمومی متهم شد. با تلاشهای عبدالصمد خرمشاهی، وکیل مدافع افروتن، وی از اتهامات تبلیغ علیه نظام جمهوری اسلامی و توهین به بنیانگذار و مسئولان آن تبرئه، اما به دلیل اتهام ترویج مطالب خلاف عفت عمومی مجرم شناخته شد.
الهام افروتن ضمن عذرخواهی از روح آیت‌الله خمینی و مردم ایران اعلام کرد مقاله مورد نظر را به اشتباه و بدون توجه به متن و نویسنده و منبع تنها با دیدن عنوان مطلب و به گمان درج مطلب علمی در صفحات هفته‌نامه گنجانده است.
در نهایت الهام افروتن به ۹۱ روز حبس و شش ماه محرومیت از روزنامه‌نگاری محکوم شد.

## تالیفات و ترجمه‌ها

تصویر روی جلد

- راهنمای شبیه‌ساز پرواز مایکروسافت، ترجمه و تألیف فرهاد مشرق‌زمینی، ت‍ه‍ران، ک‍ان‍ون ن‍ش‍ر ع‍ل‍وم‏‫، ۱۳۷۲[۹]
- مانورهای خلبانی شخصی، ترجمه و تألیف فرهاد مشرق‌زمینی، نشر ارجمند، تهران، ۱۳۷۴
- راهنمای شبیه‌ساز پرواز مایکروسافت نگارش ۵، جوزف لوی، ترجمه فرهاد مشرق‌زمینی، کانون نشر علوم، تهران، ۱۳۷۴
- راهنمای شبیه‌ساز رادار مراقبت پرواز TRACON در محیط ویندوز، وسن و رابرت بل، ترجمه فرهاد مشرق‌زمینی، کانون نشر علوم، تهران، ۱۳۷۴[۱۰]

## مواضع و دیدگاه‌ها
- فرهاد مشرق‌زمینی در اردیبهشت ۱۳۹۸ حرکت ناوهای آمریکایی به سمت ایران را به عنوان نشانه‌ای از عزم حکومت آمریکا برای حمله به ایران به فال نیک گرفت و «پیش کشیدن موضوعات اخلاقی و روابط عادی انسانی» را بهانه‌ای دانست که برخی برای آغاز نشدن جنگ و ماندگار شدن حکومت جمهوری اسلامی در ایران می‌آورند. او نوشت:

«ممکن است به عوارض بعدی این جنگ‌ها اشاره شود اما این عوارض، ابداً در حد مستقر ماندن ابدی حکومت‌ها و قدرت‌های وحشی و آدم‌خوار نبوده و نیست و دلیل این عوارض هم به خاطر دخالت آمریکا نیست، بلکه مشکل مردمی هستند که به فرهنگ حاکم خو گرفته‌اند و آزادی را مساوی با نفی فرهنگ عقب‌مانده و دین و مذهب شان می‌دانند. هم عراق و هم افغانستان می‌توانستند آلمان و ژاپن شوند اگر مردمی واقعاً «آزادی‌خواه» داشتند.»